# Christina Koch
Christina Hammock Koch (Grand Rapids, 1979. január 29. –) amerikai űrhajós és mérnök. Az Észak-karolinai Állami Egyetemen szerzett villamosmérnöki és fizikai alapdiplomát, majd villamosmérnöki mesterdiplomát. Ezek mellett kutatást is végzett a Goddard Űrközpontban töltött ideje alatt. Nem sokkal az előtt, hogy űrhajós lett, a Nemzeti Óceán- és Légkörkutatási Hivatal állomásfőnöke volt Amerikai Szamoán.
2019. március 14-én repülési mérnökként repült a Nemzetközi Űrállomásra az Expedition 59, 60 és 61 tagjaként. 2019. október 18-ám ő és Jessica Meir voltak az első nők, akik részt vettek egy csak nőkből álló űrsétán, mikor lecseréltek egy vezérlőegységet az űrállomáson. 2019. december 28-án megdöntötte a rekordot a legtöbb ideig űrben lévő nőként. 2020. február 6-án tért vissza a Földre.
Kochot kiválasztották, mint az Artemis II személyzetének tagja, amivel 2024-ben ő lesz az első nő, aki Hold körüli pályára fog kerülni.
2020-ban szerepelt a Time magazin A világ 100 legbefolyásosabb embere listáján.